# Fluid Fixations
Fluid Fixations ist ein Musikalbum von John Butcher + 13. Die am 21. November 2021 im Rahmen des Huddersfield Contemporary Music Festival entstandenen Aufnahmen erschienen am 20. Februar 2024 auf dem Label Weight of Wax.

## Hintergrund
Die 13-köpfiige Gruppe um den Saxophonisten John Butcher besteht aus den Blechbläsern Liz Allbee und Matthias Müller, der Klarinettistin/Sängerin Isabelle Duthoit, den beiden Schlagzeugern Ståle Liavik Solberg und Mark Sanders, fünf Streichern (Angharad Davies, Hannah Marshall, Aleksander Kolkowski, John Edwards, Pascal Niggenkemper), der Pianistin Sophie Agnel und zwei Live-Elektronikern.
Butcher kommentiert sein Projekt folgendermaßen: „Ich möchte Anweisungen geben, die von sehr präzise bis fast ungreifbar reichen, und zwar auf eine Weise, die es den Musikern ermöglicht, ihr Spiel in das Stück zu integrieren.“„Vorab festgelegte Konzepte – wie dieb13-Improvisation mit Vinylaufnahmen, die ich für das Stück gemacht habe, oder wechselnde Gruppierungen – können so organisiert werden, dass ein Gefühl der Fluidität entsteht“, erklärt der britische Musiker. „Aber ich wollte das auch in die langen Tutti-Abschnitte einbringen – interne Anweisungen einbauen, die den Kurs vorgeben und ändern, aber dennoch ermöglichen, dass sich die Energie der Gruppe auf natürliche Weise entfaltet.“ Das Endergebnis überraschte ihn schließlich: «Ich war sehr erfreut, dass so viel dabei herausgekommen ist, was über das hinausging, was ich mir beim Schreiben des Stücks hätte vorstellen können.»

## Titelliste
- John Butcher + 13: Fluid Fixations (Weight Of Wax WoW 06)[3]

1. Slipstream
2. Ice Needles 6:01
3. Florid 6:24
4. Oyashio 7:38
5. Cracked Mercury 13:14
6. At Risk of Enchantment 5:28
7. Metastable Bloom 12:19
8. Ersa 9:55

Die Kompositionen stammen von John Butcher.

## Rezeption

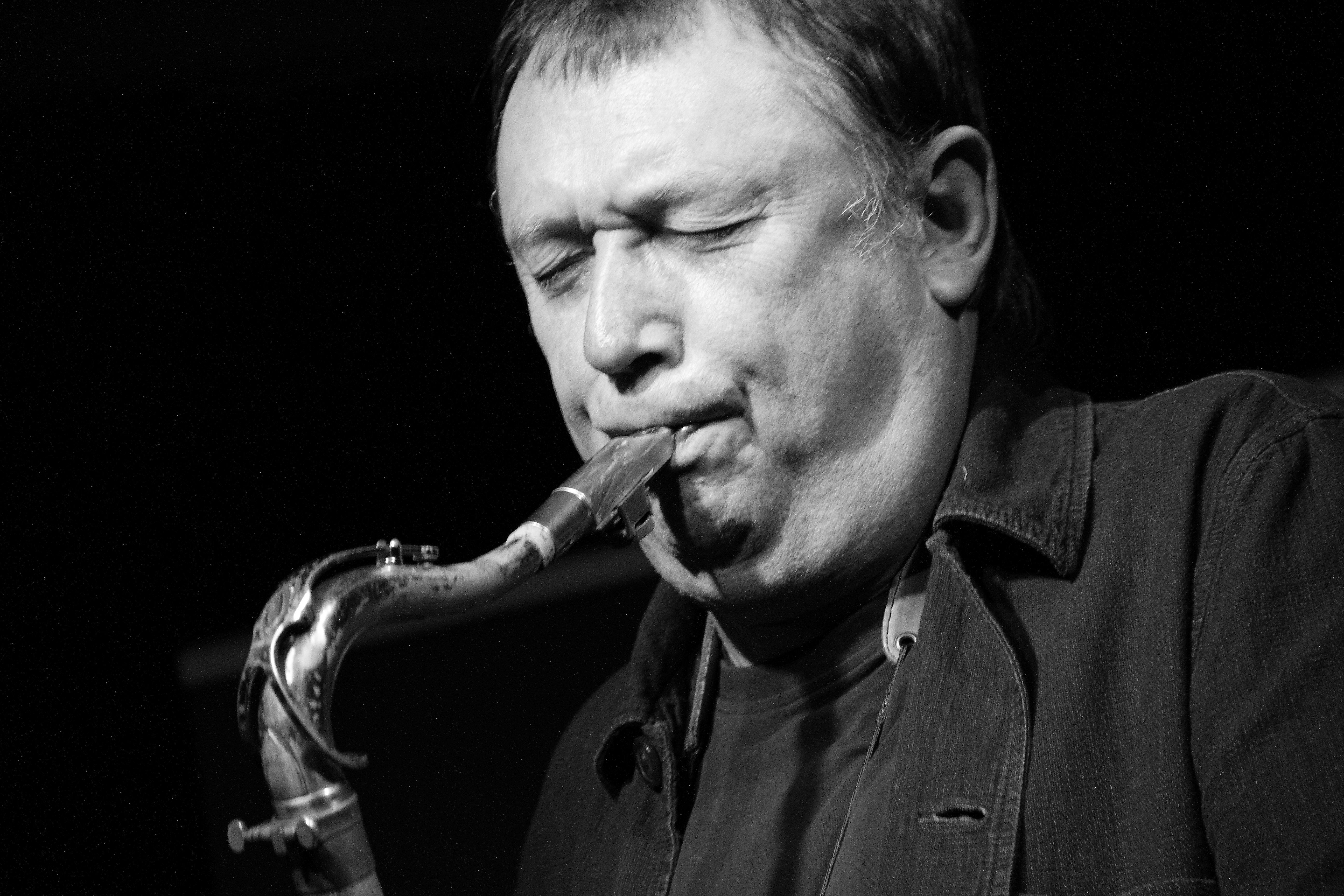
John Butcher im club W71, Weikersheim 2018

Die von 14 europäischen Improvisatoren auf „Fluid Fixations“ geschaffene Textur sei ebenso gelungen wie aleatorisch, aber auch logisch und geordnet, schrieb Ken Waxman (Squid‘s Ear). Das liege daran, dass das achtteilige Werk des britischen Saxophonisten John Butcher seine Virtuosität aus den unmittelbaren Reaktionen der Musiker auf die in der Partitur vorgeschlagenen Bilder und Instrumentalmischungen beziehe. Die sorgfältig komponierten Stücke würden meist durch ausdrucksstarke Tastenanschläge der Pianistin Sophie Agnel vorangetrieben. Die Titel sind größtenteils akustisch und fangen auch ein, wie einfallsreich das gesangliche Gackern und Wimmern der Klarinettistin/Vokalistin Isabelle Duthoit oder die jammernden Texturen der singenden Säge des Bratschisten Aleksander Kolkowski gegen Butchers vorab aufgenommene Soli antreten, die der Turntablist dieb13 auf Vinyl manipuliert hat.
Es sei ein Zeichen für das Ansehen des britischen Saxophonisten John Butcher in der globalen Improvisationsszene, dass er in der Lage sei, ein so großes, internationales elektroakustisches Ensemble zu leiten, das vor ernsthaften Talenten geradezu strotze, umso mehr, als jeder Musiker mit voller Hingabe seine kompromisslosen und betont avantgardistischen Kompositionen verwirkliche, schrieb Daniel Spicer (Jazzwise). Die Environments, die er initiiere, seien äußerst streng, voller angespannter Gesten und schwer fassbarer, manchmal undefinierbarer Klangereignisse. Es gebe auch bemerkenswerte Ähnlichkeiten mit einigen der experimentelleren Außenposten der zeitgenössischen Musik. Mit seinem unaufhörlich zappeligen Sog aus kleinen Schlaginstrumenten, bevölkert von ausholenden Coll’arco-Streichern, krächzenden Bläsern und stechendem Piano würde „Slipstream“ an Edgar Varèse erinnern. „Oyashio“ wiederum erinnere mit seinem dröhnenden, gespenstischen Stöhnen an Krzysztof Penderecki in seiner gruseligsten Form. Da mehr als ein Dutzend verschiedene Stimmen beteiligt sind, hätten diese Kompositionen leicht überfüllt wirken können, dennoch würden sie durchweg eine beeindruckend großzügige Zurückhaltung bewahren.
Der Begriff „flüssig“ würde auf diese Musik besonders gut zutreffen, schrieb António Branco (Jazz.pt). Es gebe hier keine festen Rollen oder traditionellen Unterordnungen. Alles wird unterwandert – Klangformen würden konstruiert, zerstört und wieder aufgebaut und beziehen sich auf natürliche Prozesse in ständiger Erneuerung, von einer natürlichen Zirkularität, in der Materialien in verschiedenen Zeiten und Räumen und mit unterschiedlichen Geschwindigkeiten unendlich neu konfiguriert werden. Die in Fluid Fixations konstruierte Musik sei besonders fantasievoll und suggeriere Szenen, die sich ständig weiterentwickeln. In einigen Abschnitten würden Klangbilder verwendet, die größtenteils aus der Natur stammen, um Räume zu entwerfen, in denen Musiker sich von der Partitur entfernen und ihre eigenen Welten erschaffen könnten.